# Manuel proces
En manuel proces anvendes i en serviceorienteret arkitektur som et begreb, der beskriver en forretningsproces, der ikke er it-understøttet. En it-understøttet forretningsproces kaldes en systemproces.